# Henry Cabot Lodge (1850–1924)
Henry Cabot Lodge (ur. 12 maja 1850 w Bostonie, zm. 9 listopada 1924 w Cambridge) – amerykański polityk Partii Republikańskiej. Ojciec George’a, dziadek Henry’ego i Johna.

## Życiorys
Urodził się 12 maja 1850 roku w Bostonie. Skończył prywatną szkołę, by następnie studiować historię na Uniwersytecie Harvarda. W 1876 roku uzyskał doktorat na swojej alma mater, gdzie następnie wykładał historię amerykańską. Na początku lat 80. działał w legislaturze stanu Massachusetts. W latach 1887–1893 zasiadał w Izbie Reprezentantów. W 1893 roku został wybrany do Senatu.
Gdy Stany Zjednoczone dołączyły do I wojny światowej był zwolennikiem decyzji o utrzymywaniu międzynarodowego pokoju. Jednak pomysł prezydenta Wilsona uczestnictwa kraju w Lidze Narodów Cabot Lodge uznał za zagrożenie suwerenności i stał się jednym z najzagorzalszych przeciwników Ligi. Gdy w 1919 roku republikanie uzyskali większość w Senacie, został przewodniczącym Komisji Spraw Zagranicznych, w gestii której leżało zaaprobowanie lub odrzucenie traktatu wersalskiego i paktu Ligi Narodów. Opóźniając maksymalnie prace i zgłaszając liczne poprawki, doprowadził do odrzucenia obu dokumentów w głosowaniu senackim, stając się jednocześnie jednym z głównych izolacjonistów w kraju. Zasiadając w izbie wyższej pełnił liczne funkcje, m.in. przewodniczącego pro tempore (1912) i lidera większości (1918–1924).
Po wyborze Warrena Hardinga, Cabot Lodge był jednym z delegatów reprezentujących stronę amerykańską na konferencji waszyngtońskiej. Mandat senatora sprawował do śmierci. Zmarł 9 listopada 1924 w Cambridge.